# Niederbipp
Niederbipp is een gemeente en plaats in het Zwitserse kanton Bern, en maakt deel uit van het district Oberaargau.
Niederbipp telt 4.371 inwoners.